# Фридерика Хенриета фон Анхалт-Бернбург
Фридерика Хенриета фон Анхалт-Бернбург (на немски: Friederike Henriette von Anhalt-Bernburg; * 24 януари 1702 в Бернбург; † 4 април 1723 в Кьотен) от род Аскани е принцеса от Анхалт-Бернбург и чрез женитба княгиня на Анхалт-Кьотен. 
Тя е дъщеря на княз Карл Фридрих фон Анхалт-Бернбург (1668 – 1721) и съпругата му София Албертина фон Золмс-Зоненвалде (1672 – 1708), дъщеря на граф
Георг Фридрих фон Золмс-Зоненвалде и втората му съпруга принцеса Анна София, дъщеря на княз Кристиан II фон Анхалт-Бернбург. 
Фридерика Хенриета се омъжва на 11 декември 1721 г. в Кьотен за княз Леополд фон Анхалт-Кьотен (1694 – 1728), вторият син на княз Емануел Лебрехт фон Анхалт-Кьотен (1671 – 1704). Те имат една дъщеря:
- Гизела Агнес фон Анхалт-Кьотен (1722 – 1751)

∞ 1737 княз Леополд II фон Анхалт-Десау (1700 – 1751)
Йохан Себастиан Бах е капелмайстор на дворцова капела в Кьотен между 1717 и 1723 г. Тя не се интересува от музика и той отива да работи в Лайпциг.
Фридерика Хенриета страда от „слаби дробове“, умира на 21 години и е погребана в църквата Св. Якоб в Кьотен.